# Rancho Deluxe
Rancho Deluxe est un film américain réalisé par Frank Perry, sorti en 1975.

## Fiche technique
- Titre : Rancho Deluxe
- Réalisation : Frank Perry
- Scénario : Thomas McGuane
- Production : Elliott Kastner
- Musique : Jimmy Buffett
- Photographie : William A. Fraker
- Montage : Sidney Katz
- Pays d'origine :  États-Unis
- Format : Couleurs - 1,33:1 - Mono
- Genre : Western, comédie
- Durée : 93 minutes
- Date de sortie : 1975

## Distribution
- Jeff Bridges : Jack McKee
- Sam Waterston : Cecil Colson
- Elizabeth Ashley : Cora Brown
- Clifton James (VF : André Valmy) : John Brown
- Slim Pickens : Henry Beige
- Charlene Dallas : Laura Beige
- Harry Dean Stanton : Curt
- Richard Bright : Burt
- Patti D'Arbanville : Betty Fargo
- Maggie Wellman : Mary Fargo
- Joe Spinell : M. Colson
- Helen Craig : Mme Castle
- Jimmy Buffett : Lui-même